# Мер'єта О'Дайн
Мер'єта О'Дайн (24 лютого 1997 , Прінс-Джордж, Британська Колумбія ) — канадська сноубордистка, бронзова призерка Олімпійських ігор 2022 року.

## Олімпійські ігри
| Рік  | Місто                     | Сноубордкрос | Командний сноубордкрос |
| ---- | ------------------------- | ------------ | ---------------------- |
| 2018 | Пхьончхан, Південна Корея | DNS          | Н/Д                    |
| 2022 | Пекін, Китай              | 3            | 3                      |

## Чемпіонат світу
| Рік  | Місто                  | Сноубордкрос | Командний сноубордкрос |
| ---- | ---------------------- | ------------ | ---------------------- |
| 2017 | Сьєрра-Невада, Іспанія | DNF          | —                      |
| 2019 | Юта, США               | 12           | 10                     |